# Pandore (lune)
Pour les articles homonymes, voir Pandore (homonymie).
Ne doit pas être confondu avec (55) Pandore, astéroïde de la ceinture principale ou Pandora l'exolune de l'univers de fiction d'Avatar.

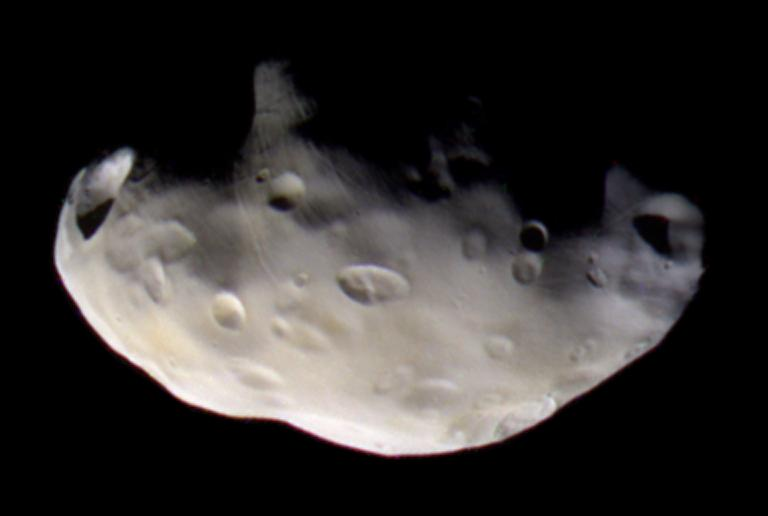
Pandore vu par Cassini le 5 septembre 2005.

Pandore (S XVII Pandora) est un satellite naturel de Saturne, découvert en 1980.

## Découverte
Pandore a été découvert par Stewart A. Collins (et D. Carlson selon certaines sources) sur des images prises par la sonde Voyager 1. Sa désignation temporaire fut S/1980 S 26. La circulaire de l'Union astronomique internationale annonçant sa découverte le 25 octobre mentionne laconiquement que Pandore et Prométhée ont été observés « à la mi-octobre ».
Le satellite porte le nom de Pandore, la première femme dans la mythologie grecque.

## Caractéristiques
Pandore est un petit satellite irrégulier. Il présente plus de cratères que son voisin Prométhée, au moins deux d'entre eux étant larges d'une trentaine de kilomètres. Il ne présente apparemment pas de vallées ou de falaises mais sa surface présente quelques stries caractéristiques mais non expliquées, comme on en observe sur d'autres petits corps solides du système solaire tels que Phobos ou encore Lutetia.
Sa faible densité et son albédo élevé semblent indiquer que Pandore est un astre glacé très poreux.
Pandore agit comme satellite berger externe de l'anneau F de Saturne, propriété qu'il partage avec son voisin Prométhée, satellite berger interne de l'anneau F, satellite dont l'orbite est en résonance avec celle de Pandore et dont la masse est similaire à celle de ce dernier. Les changements les plus importants dans leurs orbites interviennent tous les 6,2 ans lorsque le périapse de Pandore s’aligne avec l’apoapse de Prométhée et que les lunes s’approchent à environ 1 400 km. À chaque rapprochement, Prométhée accuse un retard de quelques degrés sur son orbite, Pandore jouant un rôle de frein sur son voisin.

## Exploration
La sonde Cassini a effectué un survol rapproché de Pandore à la fin de sa mission.